# Rachel Jarry
Rachel Maree Jarry (Melbourne, 6 dicembre 1991) è una cestista australiana.

## Carriera
È stata selezionata dalle Atlanta Dream al secondo giro del Draft WNBA 2011 (18ª scelta assoluta).
Con l'Australia ha disputato due edizioni dei Giochi olimpici (Londra 2012, Rio de Janeiro 2016), i Campionati mondiali del 2014 e i Campionati oceaniani del 2015.

## Palmarès
- Campionessa WNBA (2013)